# Belciugatele
Belciugatele é uma comuna romena localizada no distrito de Călăraşi, na região de Muntênia. A comuna possui uma área de 80.14 km² e sua população era de 1878 habitantes segundo o censo de 2007.